# Institut algérien du pétrole
Pour les articles homonymes, voir IAP.
L'Institut algérien du pétrole (IAP) est une grande école algérienne, spécialisée dans les métiers de l'industrie du pétrole et des hydrocarbures en général. Son siège est à Boumerdès et l'enseignement est donné sur 4 sites : Boumerdès, Arzew, Skikda et Hassi Messaoud.
L'IAP a pour objet la prise en charge des besoins du secteur de l'énergie, en matière de formation de spécialisation, de perfectionnement, de recyclage et de recherche appliquée, toutes disciplines confondues. L'institut assure des formations opérationnelles de niveau international en adéquation avec les besoins du secteur de l'énergie. 
Il est lié à la Sonatrach mais, en juillet 2020, le conseil des ministres décide 
la « remise de l’Institut algérien du pétrole (IAP) sous l’autorité du ministère de l’Enseignement supérieur ».

## Création
L'institut algérien du pétrole est créé en 1965. Il a pour fonction initiale de former des cadres techniques nationaux pouvant exercer dans l'industrie pétrolière dans le contexte de « la phase de récupération des richesses nationales » entre 1965 et 1976. L'objectif est alors de remédier au manque d en privilégiant une formation courte d'une durée de deux à trois ans. Durant cette période, l'effectif des promotions passe de 4 à 122.

## Missions
Les principales missions de l'IAP se résument en :
- La formation, le perfectionnement et le recyclage dans les différents domaines d'activité du secteur de l'énergie et en particulier des hydrocarbures,
- L'organisation et la mise en œuvre des formations spécialisantes et diplômantes (techniciens supérieurs, ingénieurs et post-graduation spécialisée) dans les différents domaines d'activités du secteur des hydrocarbures,
- La formation de techniciens, d'opérateurs et chefs de quart dans les différentes spécialités du secteur des hydrocarbures,
- Le perfectionnement et le recyclage des cadres et techniciens en activité dans le secteur des hydrocarbures,
- La recherche appliquée orientée en priorité vers les besoins du secteur des hydrocarbures,
- La réalisation de prestations de services d'études, d'analyses et d'expertises dans ses domaines de compétences,
- L'établissement d'échanges et de partenariats avec les universités et instituts nationaux et internationaux,
- L'organisation de manifestations scientifiques et techniques.

## Anciens élèves
Aujourd’hui, l'IAP constitue un relais important pour les entreprises algériennes et africaines.
- Noureddine Boutarfa, ancien ministre algérien de l'Énergie[6]